# Тварини, люди і мораль
«Тварини, люди і мораль. Дослідження жорстокого поводження з тваринами» (англ. Animals, Men and Morals: An Inquiry into the Maltreatment of Non-humans) — збірник статей про права тварин, опублікований у 1971-му під редакцією оксфордських філософів Стенлі та Рослінд Годловичів з Канади і Джона Гарріса з Великої Британії. Редактори були членами Оксфордської групи — групи аспірантів, створеної в Оксфордському університеті в 1968 році, які почали порушувати питання прав тварин на семінарах і проводити місцеві кампанії проти промислового тваринництва й полювання на видр.
Книга була новаторською для свого часу, оскільки це була одна з перших публікацій у середині XX століття, що чітко виступала за звільнення тварин/права тварин, а не просто виражала співчуття через жорстоке поводження з ними. Редактори написали в передмові: «Після того, як моральна оцінка стала повністю зрозумілою, не може бути жодного раціонального виправдання вбивству тварин, будь то вбивство для їжі, науки або чисто особистого задоволення».

## Передумови
Крім Годловичів і Гарріса, група також включала аспіранта філософії Девіда Вуда і студента соціології Майка Пітерса. Годловичі незадовго до цього стали веганами з моральних міркувань, і незабаром після їхнього знайомства з Гаррісом і Вудом ті зайняли таку ж позицію в питанні експлуатування тварин і стали вегетаріанцями. Потім група почала порушувати це питання на лекціях і семінарах з моральної філософії в Оксфорді, а також почала місцеву кампанію проти промислового тваринництва, полювання на видр та з інших аспектів експлуатації тварин.
Початковим натхненням для книги стала стаття «Права тварин» (англ. The Rights of Animals) романістки Бріджит Брофі, опублікована в The Sunday Times у жовтні 1965 року. Стаття Брофі була руйнівною у своєму короткому і несентиментальному висловлюванні за права тварин. Вона закінчувалася словами:
Насправді, я повна протилежність антропоморфіста. Я не вважаю тварин вищими за людей або навіть рівними нам. Вся ідея гідного поводження з тваринами ґрунтується на тому, що ми є вищим видом. Тільки нашому виду доступні уява, раціональність і моральний вибір — і саме тому ми зобов'язані визнавати і поважати права тварин.
Незабаром після того, як Годловичі та Гарріс прочитали статтю, у них виникла ідея створити книгу або збірник статей. Багато чого з написаного в той час про захист тварин було написано антропоморфно і сентиментально. Була явна потреба в альтернативі, у вигляді чіткої та суворої філософської та моральної точки зору. Група почала складати список можливих учасників, потім вирушила в Лондон і зустрілася з Брофі, яка поставилася до ідеї з ентузіазмом і погодилася зробити свій внесок. Брофі також познайомила їх з клінічним психологом з Оксфорда Річардом Райдером, який згодом погодився написати статтю про експерименти на тваринах. Група почала відвідувати видавців, і Джайлс Гордон з Victor Gollancz переконав їх самих написати розділи для книги, а також запросити більш відомих авторів, що зробило б книгу цікавішою. У підсумку Gollancz погодився опублікувати її.

## Зміст
Книга містить статті Рут Гаррісон про промислове тваринництво; Мюріель Даудінг, засновниці Beauty Without Cruelty, про хутро і косметику; Річарда Райдера про досліди на тваринах; і Теренса Гаґерті з Фонду заміни тварин у медичних експериментах про альтернативи.
Джон Гарріс також написав про вбивство для їжі, Морін Даффі — про полювання, Бріджит Брофі — про права тварин, а Рослінд і Стенлі Годловичі — про етику. Крім того, збірка містить статті Леонарда Нельсона про обов'язки стосовно тварин і Девіда Вуда та Майкла Пітерса про соціологічну позицію. Книга закінчується постскриптумом від професора філософії в Університеті Сассекса Патріка Корбетта: «Нехай рабство тварин возз'єднається на кладовищі минулого з рабством людей!».
У статті Райдера вперше в незалежному виданні було використано поняття «видова дискримінація». До цього Райдер використовував його в самостійно надрукованій брошурі 1970 року, під заголовком «Видова дискримінація», яку автор розповсюджував в Оксфорді. Він стверджував у книзі, що видова дискримінація є настільки ж нелогічною, як і расизм, написавши, що «вид» і «раса» є невизначеними термінами, і запитавши: «Якщо за особливих умов одного разу стало б можливим схрестити професора біології з мавпою, де знаходився б нащадок — у клітці чи в колисці?».

## Реакція
Після публікації книга зіткнулася з проблемою, оскільки два експериментатори на тваринах, згадані редакторами у статті Райдера, заперечили проти того, що було про них написано. Видавець Gollancz під загрозою судового позову щодо відшкодування збитків був змушений вставити листок з друкарськими помилками в усі екземпляри книги. З погляду суспільної реакції, незвичайний і радикальний підхід авторів привів до невеликого ажіотажу у Великій Британії. Джон Гарріс дав інтерв'ю в радіопрограмі PM і з'явився на місцевому телебаченні. Про книгу також був написаний ряд оглядів у журналах.
Однак прогрес у правах тварин врешті-решт був досягнутий в інший спосіб. Австралійський філософ Пітер Сінґер, що був аспірантом в Оксфорді, після знайомства з Годловичами став вегетаріанцем і написав відгук на статтю Рослінд Годлович з книги. У своїй рецензії на книгу для The New York Review of Books у 1973 році Сінґер уперше використав термін «звільнення тварин», написавши, що «„Тварини, люди і мораль“ — це маніфест руху за звільнення тварин». Стаття спонукала The New York Review дати Сінґеру замовлення на книгу на цю тему, яка була опублікована під назвою «Визволення тварин» (1975) і стала одним з канонічних текстів руху за права тварин.